# Idalima fluitans
Idalima fluitans là một loài bướm đêm trong họ Noctuidae.